# Luck (hrabstwo Polk)
Luck – wieś w Stanach Zjednoczonych, w stanie Wisconsin, w hrabstwie Polk.